# Eutichurus brescoviti
Eutichurus brescoviti is een spinnensoort uit de familie van de Cheiracanthiidae.
De wetenschappelijke naam van de soort werd in 1994 gepubliceerd door Alexandre Bragio Bonaldo.